# Alpheias
Alpheias é um gênero de mariposa pertencente à família Crambidae.